# Red Star Line
La Red Star Line est une ancienne compagnie maritime ayant affrété des paquebots possédés par l'International Navigation Company et la société anonyme de navigation belgo-américaine. La première de ces sociétés, fondée en 1871, est basée à Anvers. La seconde est mise en place en 1872, également à Anvers.

## Histoire
En 1871, l'International Navigation Company achète trois navires, le Vaderland, le Nederland et le Switzerland, puis en 1879 le Rhynland. Une fois terminés, les navires sont exploités par la Red Star Line, dirigée par son fondateur, Clement Griscom. L'International Navigation Company achète ensuite l'American Line. À partir de ce moment, les navires de l'American Line battent pavillon américain, et ceux de la Red Star Line battent pavillon britannique.
Durant ses activités, la Red Star Line opère entre Anvers, Philadelphie et New York. En 1881, la compagnie opère un service hebdomadaire dans l'Atlantique Nord.
En 1902, le financier John Pierpont Morgan rachète l'International Navigation Company (ainsi que de nombreuses autres comme la White Star Line), au sein de l'International Mercantile Marine Company. Durant la Première Guerre mondiale, le port d'Anvers étant contrôlé par les Allemands, la compagnie transfère ses navires à l'IMM Co. qui les gère pendant le conflit. La Red Star Line les récupère en 1919.

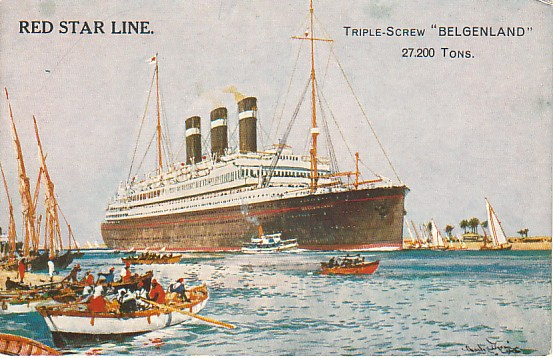
Le Belgenland, l'un des navires phares de la compagnie

La Grande Dépression touche la compagnie qui doit céder certains de ses navires les plus importants comme le Belgenland. Les derniers navires de la compagnie sont vendus en 1935 lors de la liquidation de la compagnie par l'International Mercantile Marine Co., mais un service en son nom continue à être pratiqué.

## Navires
La Red Star Line opéra plusieurs navires prestigieux, dont certains furent aussi utilisés par la White Star Line. Parmi ces navires, on peut citer le Kroonland, le Vaderland, le Belgenland (nommé Belgic lorsqu'il était sous le contrôle de la White Star), le Westernland et le Lapland. Les navires de la compagnie arboraient le pavillon blanc à étoile rouge et des cheminées noires traversées par une bande blanche.

## Précisions
Il ne faut pas confondre la Red Star Line avec la White Star Line ou la Blue Star Line, deux autres compagnies, appartenant à l'International Mercantile Marine Company qui est aussi propriétaire de la Red Star Line, on les différencie par leurs drapeaux et les couleurs de leurs cheminées.
La Red Star Line arbore un drapeau blanc à deux branches avec une étoile rouge, les cheminées de ses navires étant noires traversées par une bande blanche.
La White Star Line arbore un drapeau rouge à deux branches avec une étoile blanche, les cheminées de ses navires sont de couleur chamois avec une épaisse bande noire au sommet.
La Blue Star Line, pour sa part, arbore un drapeau rouge à deux branches avec une étoile bleue dans un cercle blanc, ses cheminées étant rouges avec une étoile bleue dans un cercle blanc surmonté d'une épaisse bande noire traversée par une bande blanche.

## Souvenir
Cette étoile rouge serait à l'origine du nom du club de football français Red Star Football Club, créé par Jules Rimet, par le biais de Miss Jenny, jeune gouvernante anglaise de la maison des frères Rimet, première marraine de cette association sportive, en référence à la compagnie transatlantique Red Star Line, qui l'amenait de l'Angleterre jusqu'à la France.

## Musée
Depuis le 28 septembre 2013, le Musée Red Star Line est ouvert dans les hangars historiques de la compagnie maritime à Anvers. L'exposition principale se consacre aux histoires des passagers. Le musée emmène le visiteur dans un voyage mouvementé sur les traces des émigrants. La collection comprend les objets de Red Star Line du collecteur Robert Vervoort et des œuvres d'art prêtées par le Musée royal des beaux-arts d'Anvers (KMSKA) et le Museum aan de Stroom (MAS) entre autres.